# Primula daonensis
Primula daonensis är en viveväxtart som först beskrevs av Leybold, och fick sitt nu gällande namn av Leybold. Primula daonensis ingår i släktet vivor och familjen viveväxter. Inga underarter finns listade i Catalogue of Life.

## Bildgalleri

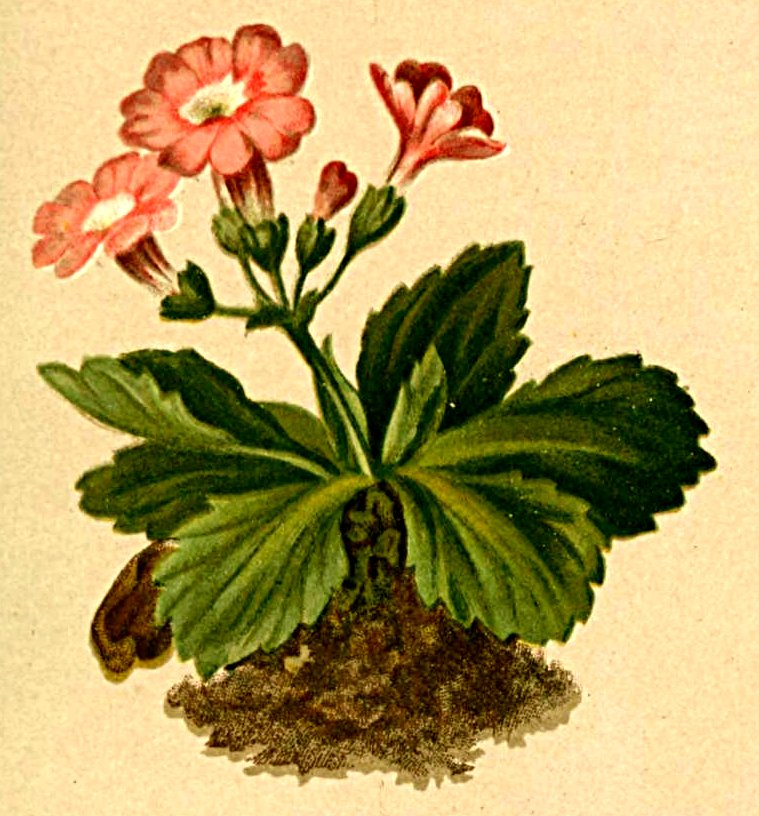